# Castiarina broomensis
Castiarina broomensis es una especie de escarabajo del género Castiarina, familia Buprestidae. Fue descrita científicamente por Carter en 1934.